# Bang Na Expressway
De Bang Na Expressway of Burapha Withi Expressway (Thai: ทางพิเศษบูรพาวิถี) is een 54 kilometer lange verhoogde zesstrooks autosnelweg in de Thaise hoofdstad Bangkok. Het is het langste autoviaduct ter wereld. Om van de snelweg gebruik te kunnen maken dient men tol te betalen. Het is anno 2024 de op zes na langste brug ter wereld.
De brug bestaat uit overspanningen met een gemiddelde lengte van 42 meter. De brug is 27 meter breed en werd voltooid in 2000 nadat er sinds 1998 aan gebouwd was. Om de brug te bouwen was 1,8 miljoen kubieke meters beton nodig. De kolommen en de constructie zijn ontworpen bij de Amerikaanse Jean M. Muller en het alignement en de fundaties zijn ontworpen bij het Thaise Asian Engineering Consultants.
Er zijn twee plaatsen op het viaduct waar tolpleinen te vinden zijn. Op deze punten is de constructie twaalf banen breed. Het tolsysteem is gebouwd door Kapsch TrafficCom AB uit Zweden.
Het viaduct is een van de langste bruggen ter wereld maar wordt vaak weggelaten uit lijsten omdat het geen water of vallei van grote betekenis kruist. Het grootste water dat gekruist wordt is de Bang Pakongrivier.
Chaloem Maha Nakhon Expressway ·
Si Rat Expressway ·
Prachim Ratthaya Expressway ·
Don Mueang Tollway ·
Chalong Rat Expressway ·
Burapa Withi Expressway ·
Udon Ratthaya Expressway ·
S1 ·
Motorway 6 ·
Motorway 7 ·
Bangkok Outer Ring Road / Kanchanaphisek Road / Motorway 9